# بهارهای آکیتسو
«بهارهای آکیتسو» (انگلیسی: Akitsu Springs) یک فیلم است که در سال ۱۹۶۲ منتشر شد.